# Béb
Béb es un pueblo ubicado en el distrito de Pápa, en el condado de Veszprém, Hungría.

## Superficie
Posee una superficie de 7,040 kilómetros cuadrados.

## Demografía
Hasta 2019 la población era de 258 habitantes, con una densidad de población de 36,65 habitantes por kilómetro cuadrado.